# Keld Stig Jørgensen
Keld Stig Jørgensen (født 7. august 1936 på Frederiksberg, død 7. maj 2010 i Holte) var en dansk journalist og redaktør.
Jørgensen var uddannet tegner fra Kunsthåndværkerskolen i København og arbejdede som tegner i en kortere periode. Han gik i mesterlære som journalist. Han fik sin første ansættelse var hos Vejle Amts Folkeblad og blev udlært hos Helsingør Dagblad.
Så blev Jørgensen ansat hos dagbladet B.T., hvor han opnåede stor respekt. Han  foretrukne stofområder var luftfart og biler. I luftfartsmonopolets tid skrev han om SAS som monopol og var indstillet til Cavlingprisen.
Fra 1978 til 1999 var han ansat på Dagbladet Børsen. På hans 60 års fødselsdag i 1996 trykte Politiken et jubilæumsskrift:
| Citat                                                  | Han har en sjælden næse for den gode, gedigne historie. Han er let at tage fejl af, fordi hans let distræte, venlige og humoristiske væsen, udsender godmodige signaler til omverden. Men selv en blund under et pressemøde får ikke nyhedsjægeren i Keld Jørgensen til at falde i søvn. Han er der som en mis – nogle vil mene, som en panter, når han vejrer et bytte. ”Det ”fanger” han med sin journalistiske flair, kombineret med en fond af viden om forhold og personer. | Citat |
| Dagbladet Politiken, Navne og personer, 7. august 1996 | |       |

Keld Stig Jørgensen kendte og var selvskreven[kilde mangler] til at skrive biografier om Simon Spies og pastor Eilif Kroager. Han havde været den mest produktive journalist på Dagbladet Børsens redaktion. Men han skrev aldrig bøger.

## Privatliv
Keld Stig Jørgensen er far til Nina Klinker Jørgensen, gift Nina Klinker Stephensen.